# František Khynl
František Frank Khynl (25. června 1907 v Turnově – 25. března 2003 v New Yorku) byl česko-americký zlatník a klenotník.

## Život a zaměstnání
Narodil se v rodině italského původu s uměleckým příbuzenstvem šperkařů a muzikantů, usazené po jedno století v Tatobitech. K jeho hlavním zálibám patřilo od dětství kreslení a hra na housle. V roce 1925 absolvoval v Turnově šperkařskou školu ve zlatnické třídě u Josefa Ježka.
Dále Khynl pracoval v Praze v Revoluční ulici v židovské firmě bratří Falkenauerů jako klenotník specializovaný na zasazování briliantů. Roku 1941 byla firma z rasových důvodů zrušena a po válce již nebyla obnovena.
V poválečné bídě a levicové orientaci země Khynl ve svém oboru těžko nacházel uplatnění. Roku 1946 požádal o vystěhovalecký pas, na přelomu let 1948 a 1949 odplul na lodi do Austrálie, kde se usadil v Sydney. Začínal v proslulé klenotnické firmě Harryho Windstona, než se osamostatnil. Vyhledával zakázky velkých rozměrů. K jeho hlavním dílům australského období patří Portrét britské královny Alžběty II. v pavé z briliantů ve stříbře a zlatý bumerang.
Pro nedostatek zakázek Khynl počátkem 60. let 20. století s Windstonovým doporučením odcestoval do Spojených států, kde začínal v Los Angeles. Žil a pracoval především v New Yorku, kde jedině našel odbyt pro své velké klenoty. Pracoval nejprve pro šperkařské firmy australského Windstona, krátce pro Cartiera, ale především ve firmě Davida Webba. Díky vlastním návrhům se obešel bez designerů, měl nízké výrobní náklady a u při prodeji svých klenotů i v konkurenci s Cartierem aTiffanym. Po roce 1989 svou kariéru uzavřel a jako úspěšný klenotník i milionář se vrátil na rodné Turnovsko, kde stačil zařídit odkaz svého díla, než zemřel.

## Dílo
Začínal klasickými klenotnickými díly s brilianty v pavé. Dále v duchu americké módní vlny 60. až 80. let 20. století rozvinul svoji tvorbu ve stylu fancy jewellry: ztvárňoval pitoreskní, romantické, fantazijní a zvířecí náměty s využitím pestrých barevných kombinací. Za vydělané peníze si podle vlastních kresebných návrhů vytvářel systematicky neprodejnou sbírku vlastních prací - klenotů z drahých kovů s brilianty, českými granáty a dalšími pestrobarevnými drahokamy. Tuto sbírku nakonec odkázal České republice, šestnáct nejvýznamnějších artefaktů je vystaveno podle jeho posledního přání od roku 2002 na zámku Sychrově, nedaleko jeho rodiště.